# 11499 Duras
11499 Duras è un asteroide della fascia principale. Scoperto nel 1989, presenta un'orbita caratterizzata da un semiasse maggiore pari a 2,221340 UA e da un'eccentricità di 0,182008, inclinata di 3,097781° rispetto all'eclittica.
È dedicato a Marguerite Duras, scrittrice e regista francese. 